# Крепостной переулок (Киев)

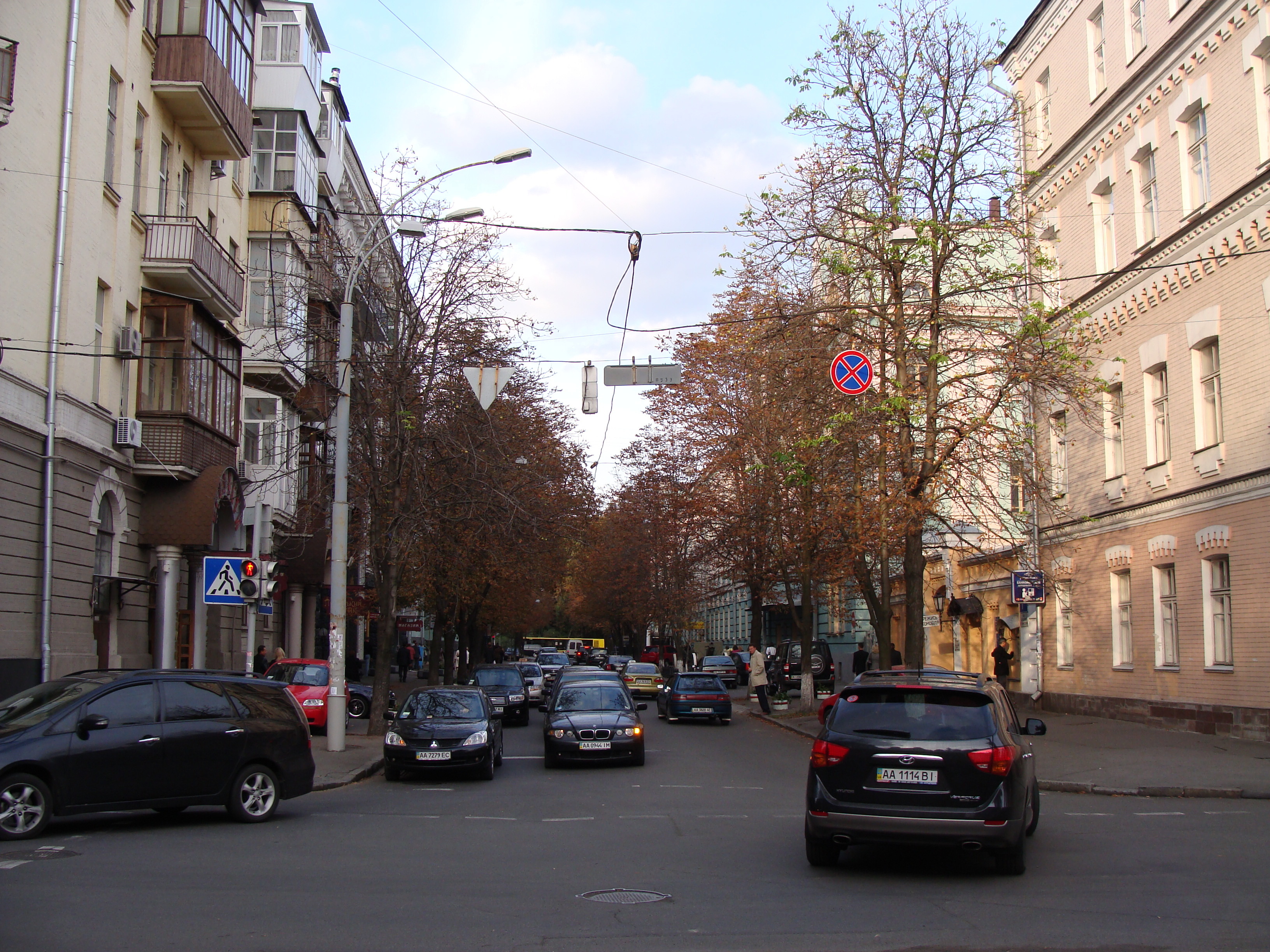
Крепостной переулок в Киеве (октябрь 2009 года)

Крепостно́й переу́лок расположен в Печерском районе города Киева, историческая местность Липки. Простирается от улицы Михаила Грушевского до Институтской улицы.
Возник в 1830—1850-е годы XIX столетия. Современное название официально утверждено в 1869 году, от Новой Печерской крепости, поблизости от которой он находится.
Протяжённость переулка 150 м.

## Транспорт
- Ближайшая станция метро — «Арсенальная»
- Автобус 55

## Почтовый индекс
01021

## Географические координаты
координаты начала 50°26′42″ с. ш. 30°32′22″ в. д.
координаты конца 50°26′38″ с. ш. 30°32′17″ в. д.